# Cabourne
Cabourne – wieś w Anglii, w hrabstwie Lincolnshire. Leży 33 km na północny wschód od Lincoln i 221 km na północ od Londynu.